# روستای حصن
{علی محمودعزیز

## معرفی روستا: روستای کوهستانی حصن یکی از روستاهاییزدان شهراز توابعشهرستان زرنددراستان کرمانمی‌باشد، که در جنوب غربی شهرستان زرند قرار دارد و فاصلهٔ آن تا مرکز این شهر حدود ۶۵ کیلومتر است.
این روستا در ۲۵ کیلومتری شرق منطقه نوق شهرستان رفسنجان قرار دارد.

## جمعیت
طبق تحقیقات و و اطلاعات بدست آمده از افراد مسن روستا و شواهد به عمل آمده از آثار مخروبه های قدیمی و درحدود ۱۵۰ سال پیش جمعیت حصن به بالای هزار نفر می‌رسید 
ولی بدلیل خشکسالی های متوالی و خشک شدن چهار چشمه و قنات این روستا طی سالیان قبل و کمبود شغل ، مهاجرت به شهرهای زرند و رفسنجان و نوق آغاز شد 
براساس سرشماری مرکز آمار ایران در سال ۱۳۸۵، جمعیت آن ۶۱ نفر (۱۵خانوار) بوده‌است و در سال ۱۳۹۵ جمعیت آن ۴۰ نفر بوده است

## فعالیت اهالی روستا
درآمد اهالی این روستا از طریق کشت محصولات کشاورزی (بیشتر محصول پسته) تأمین می‌شود. علاوه بر کاشت محصولات کشاورزی مردم این روستا به دامداری نیز می‌پردازند.

## قدمت روستای حصن
آثاری نظیر آرامگاه شیخ احمد خیام، مسجد سنگی، قلعه قدیمی، قبرستان بیت المقدسی و حمام سنگی و محله‌های قدیمی روستای حصن از جاذبه‌های گردشگری و قدیمی این روستا می‌باشند.
== منابع ==علی ملایی( محمود) 
و
هادی صادقی
- «نتایج سرشماری عمومی نفوس و مسکن ۱۳۸۵». بایگانی‌شده از اصلی در ۱ ژانویه ۲۰۱۳. دریافت‌شده در ۱ ژانویه ۲۰۱۳. از پارامتر ناشناخته |110 نفر ناشر= صرف‌نظر شد (کمک)
- صدای زرند (۲۷ سپتامبر ۲۰۱۶). «تصاویری از روستای زیبای حصن زرند».